# Codificación neural
La codificación neuronal es un campo relacionado con la neurociencia, el cual estudia cómo la información sensorial es representada en el cerebro por medio de la red neuronal. La meta principal del estudio de la codificación neuronal es caracterizar la relación entre el estímulo y el individuo o al conjunto de respuestas neuronales, y la relación entre actividad eléctrica de las neuronas en este conjunto. Se cree que las neuronas pueden codificar tanto la información digital como la analógica.

## Resumen
Las neuronas sobresalen entre todas las células humanas por su habilidad de propagar rápidamente señales a través de largas distancias. Esta actividad se logra debido a la generación de pulsos eléctricos llamados potenciales de acción o, simplemente, picos eléctricos que pueden viajar a través de las fibras nerviosas. Las neuronas sensoriales cambian su actividad disparando secuencias de potenciales de acción en diferentes patrones temporales, con la presencia de estímulos sensoriales externos, tales como la luz, el sonido, el olor y el tacto. Se sabe que la información acerca de los estímulos es codificada en estos patrones de potenciales de acción y son transmitidos hacia y alrededor del cerebro.
A pesar de que los potenciales de acción pueden variar un poco en duración, amplitud y forma, estos son normalmente tratados como eventos estereotípicamente idénticos en estudios de codificación neuronal. Si la breve duración de un potencial de acción (1 ms aproximadamente) es ignorada, una secuencia de este puede ser caracterizada simplemente por una serie de eventos todo o nada en el tiempo. La duración de los intervalos de interpicos (ISIs) entre dos picos sucesivos en una secuencia de picos varíaconstantemente, es decir: aparece aleatoriamente. El estudio de la codificación neuronal involucra tanto medir, como caracterizar, los atributos debido a estímulos, como pueden ser la luz y la intensidad del sonido, o las acciones motoras (como la dirección del movimiento de un brazo) son representadas por picos o potenciales de acción neuronales. Para describir y analizar el disparo neuronal, se han aplicado tanto métodos estadísticos como métodos de teoría probabilística.

## Codificación y decodificación
El vínculo entre el estímulo y la respuesta puede ser estudiado desde dos puntos de vista opuestos. La codificación neuronal se refiere al mapa desde el estímulo hasta la respuesta. El enfoque principal es lograr entender cómo las neuronas responden a una gran variedad de estímulos, y construir modelos precisos que intenten predecir las respuestas de otros estímulos. La decodificación neuronal se refiere al contrario de este mapa, desde la respuesta, el reto de reconstruir ciertos aspectos del estímulo, como la secuencia de picos que este mismo causa.

## Esquemas de codificación
Una secuencia de picos debe contener información basada en diferentes esquemas de codificación. En las neuronas motoras, por ejemplo, la fuerza con la cual un músculo inervado es flexionado, depende solamente de la tasa de disparo el número promedio de picos por unidad de tiempo (tasa de codificación). En el otro extremo, un código temporal complejo es basado en el tiempo preciso de cada pico. Estos deben ser bloqueados en un estímulo externo como el sistema auditivo o deben ser generados intrínsecamente por un circuito neuronal.

Así las neuronas usan una tasa de codificación o una codificación temporal este es un tema de mucho debate entre la comunidad de neurociencia, aun así no haya una definición clara del significado de estos términos.

### Tasa de codificación
La tasa de codificación es un esquema tradicional de codificación, el cual asume que la mayoría, si no es toda, la información acerca de los estímulos es contenida en la tasa de disparos de la neurona. Como la secuencia de potencias de acción generados por un estímulo dado varía de prueba en prueba, las respuestas neuronales son típicamente tratadas de forma estadística o probabilística. Estos pueden ser caracterizados por tasas de disparos en lugar de secuencias de picos específicos. En la mayoría de sistemas sensoriales, la tasa de disparos aumenta generalmente de forma no lineal, con el incremento de la intensidad de estímulos.
Cualquier información posiblemente codificada en la estructura temporal de la secuencia de picos es ignorada. Consecuentemente, la tasa de codificación es ineficiente pero altamente robusta respecto al ruido del ISI.
El concepto de tasa de disparo ha sido exitosamente aplicado en los últimos 80 años. Se remonta desde el trabajo de ED Adrian quien mostró que la última tasa de disparo de receptores de neuronas estirados en los músculos es relacionado con la fuerza aplicada al músculo.
En las siguientes décadas, la medición de las tasas de disparos se volvió una herramienta estándar para describir las propiedades de todos los tipos de neuronas sensoriales o corticales, por parte debido a la relativa facilidad de tasas de medición. Sin embargo, este acercamiento hace poco caso a la información contenida en el tiempo exacto de cada pico. En los últimos años, más evidencias experimentales han sugerido que el concepto de tasa de disparos basado en tiempo promedio puede ser muy simple para describir la actividad cerebral.
Durante la tasa de codificación, el cálculo preciso de la tas de disparo es muy importante. De hecho, el término “tasa de disparo” tiene varios significados, los cuales se refieren a diferentes procesos de promediación, tales como promedio sobre tiempo o un promedio sobre varias repeticiones de un experimento.

#### Tasa de conteo de picos
También referida como promedio temporal, es obtenida contando el número de picos que aparecen durante una prueba y luego se divide entre la duración de la prueba. La longitud T del margen de tiempo es establecido por el experimentador y depende del tipo de neurona del cual fue grabado y del estímulo. En la práctica, para obtener promedios sensibles, varios picos deben ocurrir dentro de la ventana de tiempo. Los valores típicos son T=100ms o T=500ms, pero la duración puede ser más larga o más corta.
La tasa de conteo de picos puede ser determinada de una sola prueba, pero a expensas de perder toda la resolución temporal acerca de las variaciones en la respuesta neuronal durante el transcurso de la prueba. El promedio temporal funciona bien en los casos en donde el estímulo es constante o varía lentamente y no requiere una reacción rápida del organismo- y esta es la situación usual que se encuentra en los protocolos experimentales. Una entrada al mundo real es, sin embargo, difícilmente estacionaria; es más bien en constante cambio en una escala de tiempo rápido. Por ejemplo, incluso cuando se está viendo una imagen estática, los seres humanos realizan movimientos oculares demasiado rápidos en la dirección de la imagen. La imagen proyectada en los fotorreceptores de la retina cambia cada varios cientos de milisegundos.
A pesar de estas pequeñeces, el concepto de tasa de conteo de picos es ampliamente usado no solo en experimentos sino también en modelos de redes neuronales. Esto ha llevado a la idea de que una neurona transforma la información de una sola variable de entrada (la fuerza del estímulo) en una sola variable de salida (la tasa de disparo).

#### Tasa de disparo dependiente de tiempo
Es definida como el número promedio de picos (promediado sobre pruebas) que aparecen durante u intervalo corto entre los tiempos t y t+Δt, dividido entre la duración del intervalo. Esto funciona para estímulos tanto estacionarios como dependientes de tiempo. Para medir experimentalmente la tasa de disparo dependiente de tiempo, el experimentador graba de una neurona mientras estimula con una secuencia de introducción. La misma secuencia de estimulación es repetida varias veces y la respuesta neuronal es reportada en un histograma de tiempo Per estímulo (PSTH). El tiempo t es medido con respecto al comienzo de la secuencia estimuladora. El Δt debe ser lo suficientemente largo (típicamente en el rango de 1 o varios milisegundos) para que haya suficiente números de picos dentro del intervalo para obtener un estimado confiable del promedio. El número de ocurrencias de picos nK(t;t+Δt) sumadas sobre todas las repeticiones del experimento y divididas entre el número de repeticiones K es una medida de una actividad típica de la neurona entre los tiempos t y t+Δt. Una posterior división entre el intervalo de largo Δt produce la tasa de disparo dependiente de tiempo de una neurona r(t), la cual es equivalente a la densidad del pico PSTH.
Para Δt suficientemente pequeños, r(t)Δt es el número promedio de picos ocurrentes entre tiempos t y t+Δt en diferentes prácticas. Si Δt es pequeño, nunca habrá más de un pico en el intervalo entre t y t+Δt en cualquier ensayo dado. Esto significa que r(t) Δt es también la fracción de ensayos en donde un pico ocurrió entre esos tiempos. Equivalentemente, r(t) Δt es la probabilidad de que ese pico ocurra durante ese intervalo de tiempo.
Como un procedimiento experimental, la medida de la tasa de cambio dependiente de tiempo es un método útil para evaluar la actividad neuronal, en particular en los estímulos dependientes de tiempo. El problema obvio de este acercamiento es que el esquema de codificación no puede ser usado por las neuronas en el cerebro. Las neuronas no pueden esperar que el estímulo se repita en la misma forma que antes de generarse la respuesta.
No obstante, la medida de la tasa de disparo dependiente de tiempo puede tener sentido si existen grandes poblaciones de neuronas independientes que reciben el mismo estímulo. En lugar de grabar de una población de N neuronas en una sola operación, es más fácil experimentalmente grabar de una sola neurona y promediar sobre N repetidas ejecuciones. Entonces, la tasa de codificación dependiente de tiempo confía en la suposición implícita de que siempre hay poblaciones de neuronas.

### Codificación temporal
Cuando se encuentra que el cronometraje de un pico o las fluctuaciones constantes de la tasa de disparo llevan información, el código neural es identificado como un código temporal.
Varios estudios han encontrado que la resolución temporal del código neural esta en una escala de milisegundos, indicando que el cronometraje preciso de picos es un elemento significante en la codificación neural.

Los códigos temporales emplean estos aspectos de la actividad de picos que no pueden ser descritos en la tasa de disparos. Por ejemplo, el tiempo de generación del primer pico desde el comienzo del estímulo, característica basada en el segundo y más alto momento estático de la distribución de probabilidad ISI, aleatorización de picos o grupos de picos precisos en tiempo (patrones temporales) son candidatos para códigos temporales.
Como en el sistema nervioso no hay referencia absoluta de tiempo, la información es cargada incluso en términos del cronometraje relativo de picos en una población de neuronas o con respecto a una oscilación cerebral.

La estructura temporal de una secuencia de picos o una tasa de disparos evocada por un estímulo son determinadas por la dinámica del estímulo y por la naturaleza del proceso de codificación neural. Los estímulos que cambian rápidamente tienden a generar picos precisos y tasas de disparos con cambios rápidos sin importar que estrategia de codificación neural se está usando. La codificación temporal se refiere a la precisión temporal en la respuesta la cual no solo se levanta de las dinámicas del estímulo sino que, no obstante, se relaciona con las propiedades del estímulo. La interacción entre el estímulo y la dinámica de codificación hace que la identificación del código temporal sea difícil. 

El asunto de la codificación temporal es distinto e independiente de la codificación independiente de picos. Si cada pico es independiente de los otros picos en la secuencia, el carácter temporal del código neural es determinado por el comportamiento de la tasa de cambio independiente de tiempo r(t). si r(t) varíalentamente con el tiempo, el código es típicamente llamado un código de tasa, y si varíarápido se llama código temporal.

El código de fase de disparo es un tipo de código reciente que es caracterizado como un código temporal. Este toma en cuenta un rotulo de tiempo por cada pico de acuerdo con una referencia de tiempo basada en una fase de oscilaciones locales en curso a frecuencias bajas.

### Codificación de población
Es un método para representar estímulos usados las actividades conjuntas de un número de neuronas. En la codificación de población, cada neurona tiene una distribución de respuestas sobre una serie de aportes, y estas repuestas de varias neuronas deben ser combinadas para determinar el valor de estos aportes.
Desde el punto de vista teórico, la codificación de la población es una de muchos problemas matemáticos en neurociencia. Este comprende los aspectos esenciales de la codificación neuronal y es lo suficientemente simple para análisis teóricos.
Estudios experimentales han revelado que este paradigma de codificación es ampliamente usado en las áreas motoras y sensoriales del cerebro. Por ejemplo, en el área visual medial temporal (MT), las neuronas van hacia la dirección de movimiento.
En respuesta a un objeto que se mueve en una dirección particular, muchas neuronas en MT se disparan, con una actividad ruidosa y en forma de campana a través de la población. La dirección de movimiento del objeto es recobrada de la actividad de la población para ser prevenida de fluctuaciones que existen en una sola señal neuronal. 

La codificación de la población tiene varias ventajas, incluyendo la reducción de dudas debido a la variabilidad neuronal y a la habilidad de representar un número de diferentes atributos de estímulos simultáneamente. La codificación de población es también más rápida que la tasa de codificación y puede reflejar cambios en las condiciones de los estímulos casi instantáneamente.
Las neuronas individuales en una población tiene diferentes selectividades superpuestas para que varias neuronas, no necesariamente todas, respondan a un estímulo dado. 

#### Codificación de posición
Un código de población típico envuelve neuronas co una curva Gaussiana cuyo promedio varíalinealmente con la intensidad del estímulo, lo cual significa que la neurona responde con mayor fuerza (en términos de picos por segundos) a un estímulo cercano al promedio. La intensidad actual se puede ver recuperada con el nivel del estímulo correspondiente al promedio de la neurona con la mayor respuesta. Sin embargo, el ruido inherente en respuestas neuronales significa que una probabilidad máxima de estimación de función es más precisa. 

Este tipo de código es usado para codificar variables continuas tales como posición de conexiones, posición del ojo, color, o frecuencia de sonido. Cualquier neurona individual es muy ruidosa para codificar la variable usando la tasa de codificación, pero una población entera asegura más fidelidad y precisión.

## Cultura
En la ciencia ficción comienzan a aparecer obras centradas en la codificación neuronal y en las inmensas posibilidades con las que jugar si llegara el ser humano a ser capaz de descifrar las comunicaciones cerebrales.
La novela El Código Sináptico de José Luis Peñalver, publicada en marzo de 2014, abraza esta temática: un equipo de científicos investiga los impulsos motores del cerebro humano, analizando en detalle los resultados de baterías de pruebas de electroencefalografía, con la ayuda de potentes herramientas informáticas y criptográficas. El objetivo es diseñar una prótesis robótica para un paciente que ha perdido un brazo: el robot deberá decodificar las señales eléctricas provenientes de la corteza motora humana, entenderlas y moverse tal y como la persona desea, ejecutando la acción mecánica de manera similar a como lo hubiera hecho el miembro natural.
En la misma línea, la novela 77 grados Kelvin del mismo autor y mayor éxito, utiliza la criónica como puerta de entrada a un tiempo futuro en donde el protagonista descubre que se han decodificado las percepciones eléctricas sensoriales. Un pequeño implante cerebral es capaz de entender y manipular los impulsos eléctricos que van desde los ojos o los oídos a las áreas del cerebro correspondientes. Así, las personas pueden disfrutar de contenido informático superpuesto en la visión natural, o recibir sonido directamente de la red. A su vez, lo que perciben los ojos o los oídos se puede descifrar y volcar al chip en un formato estándar de vídeo o audio, o bien compartirlo por la red. Las aplicaciones que han invadido el mercado son revolucionarias y asombrosas en el campo de la comunicación o el entretenimiento, pero no sin riesgos.